# Setomaa

Bandera de Setomaa

Setomaa (estonio: Setumaa, seto: Setomaa, ruso: Сетумаа) es una región de Estonia al sur del lago Peipus habitada por la etnia de los Setos, que hablan el idioma seto, una variedad del estonio meridional. El rango histórico se coloca en territorios de la Estonia actual y Rusia.
La parte estonia de Setomaa está constituida actualmente de tierras en los condados de Põlva y Võru, localizados al sudeste de Estonia y en la frontera con Rusia. Petseri[cita requerida] ha sido el centro histórico y cultural para el pueblo de los setos.

## Subdivisión actual

Ubicación de Setomaa

La Setomaa estonia está compuesta por los siguientes territorios:
1. En Põlvamaa:
  - La parroquia de Mikitamäe
  - La parroquia de Värska
2. En Võrumaa:
  - La parroquia de Meremäe
  - La región Luhamaa de la parroquia de Misso

La parte rusa está compuesta por el distrito de Pechorski y parte del óblast de Pskov. Entre los años 1918 y 1944, el área era parte de Estonia y fue administrada como el condado de Petseri. Después de que Estonia obtuviera su independencia de la Unión Soviética en 1991, hubo una disputa entre ambas naciones sobre la posesión de este territorio hasta que Estonia cesó sus reclamos sobre este territorio en 1995, por lo que actualmente se encuentra dividido entre estos dos países.
En setoma esta Viro